# Jean-Jacques Guilbert

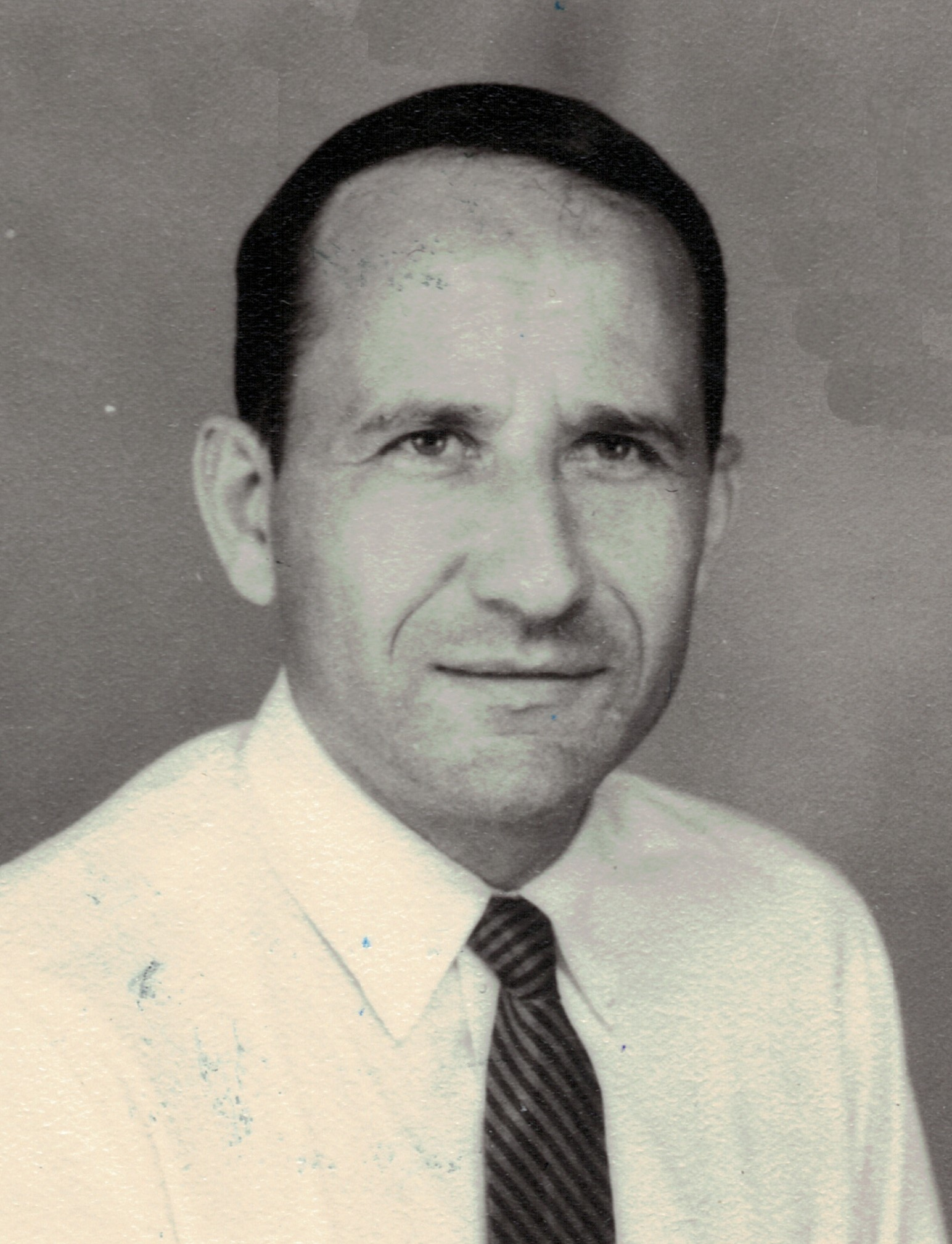
Jean-Jacques Guilbert.

Jean-Jacques Guilbert (Malakoff, 28 gennaio 1928 – Ginevra, 3 febbraio 2021) è stato un medico e pedagogista francese.

## Biografia
Nasce a Malakoff in Francia il 28 gennaio 1928. Consegue la laurea in Medicina a Parigi nel 1958 e PhD in Education a Los Angeles presso la University of Southern California nel 1974. 
Dal 1960 al 1966 lavora come medico all’ospedale americano di Parigi (Hôpital Américain de Paris) ed è consigliere per la riforma degli studi medici del Professor Robert Debré. 
Nel 1966 entra all’Organizzazione Mondiale della Sanità e viene inviato ad occuparsi della formazione del personale della salute al Bureau Regionale per l’Africa a Brazzaville in Congo dal 1966 al 1971.
Dal 1972 al 1987 è responsabile della Divisione Pianificazione, metodologia e valutazione dell’educazione dell‘Organizzazione Mondiale della Sanità a Ginevra. 
Ha lavorato in tutto il mondo per oltre vent’anni con lo scopo di promuovere metodi di apprendimento pertinenti ed efficaci, in particolare nelle facoltà di Medicina e delle Scienze della salute.
È autore della Guida Pedagogica per il personale della salute, tradotta in oltre 15 lingue. Questo libro resta un riferimento metodologico in tema di formazione dei professionisti della salute. 
Per l’Università di Ginevra si è occupato della pianificazione del Diploma universitario in Sanità pubblica (1988-93), della pianificazione del Programma di formazione continua sull’educazione terapeutica del paziente (1996-98), e di un programma di Sanità pubblica per le persone anziane (1998-2005). 
Riceve la laurea Honoris Causa dall’Università di Ferrara nel 1991.